# Pojišťovna St. Florian
Pojišťovna St. Florian je budova v ulici 26. dubna v Chebu. Výstavba nového sídla pojišťovny byla schválena na 14. plenárním zasedání dne 14. května 1880 na žádost presidia, pod vedením Adolfa Tachezyho. Stavba spolkového domu byla uhrazena z rezervního fondu. Schválen byl plán architekta Karla Haberzettla s celkovým rozpočtem ve výši 31 000 zl. Nová budova pojišťovny byla otevřena dne 31. března 1881.
V současné době (2025) v budově sídlí exekutorský úřad Cheb.
Stavba je postavena v paladiánském stylu s neorenesančními prvky.